# Ivančica

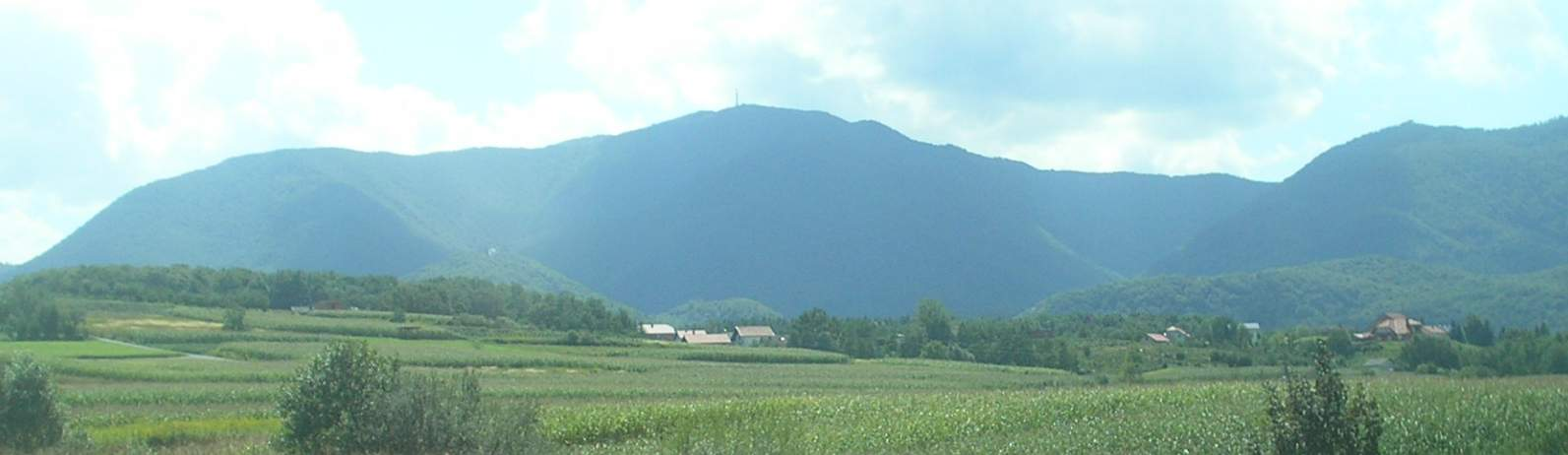
Ivanščica

Ivančica eller Ivanščica är ett berg i regionen Zagorje i norra Kroatien. Berget ligger vid staden Ivanec.